# Motor GM Family II

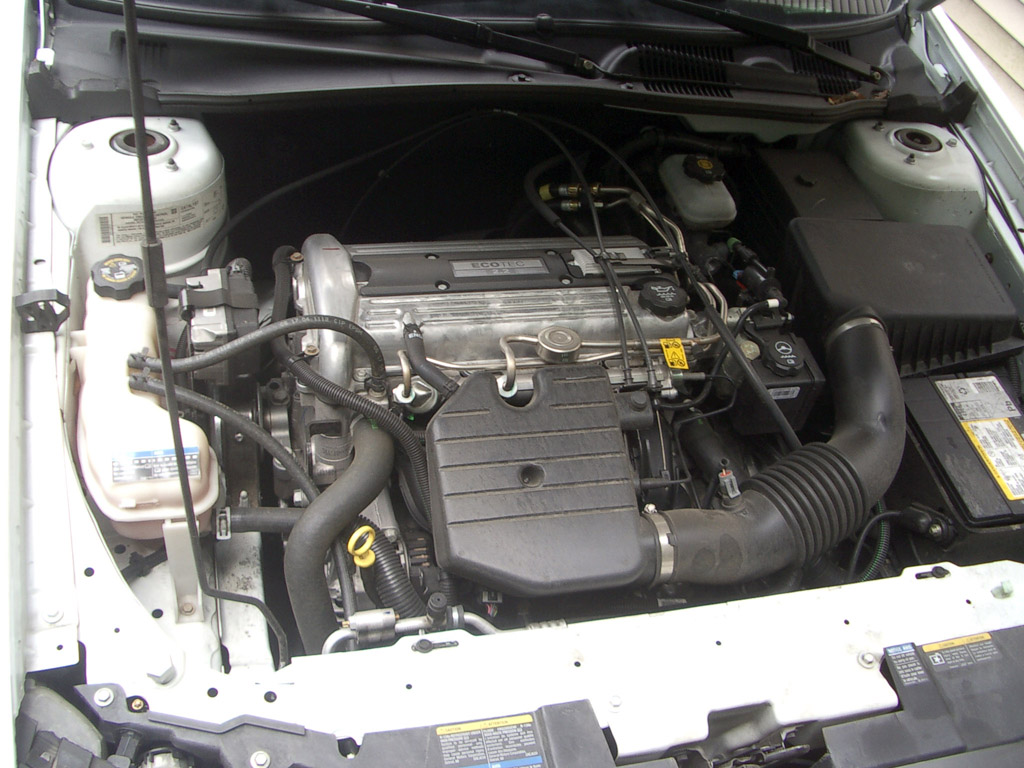
Motor Ecotec L61 en un Chevrolet Classic

Family II és un motor de 4 cilindres en línia creat originàriament per Opel a finals dels 1970 per ser usats en els Opel Ascona i Opel Kadett. Al llarg de la seva existència aquests motors han anat adquirint característiques com la Injecció electrònica o la configuració motriu DOHC. Moltes subsidiàries de GM incloent Holden, GM do Brasil i GM Powetrain han adoptat el seu disseny.

## 20XE, 20XEJ, C20XE
La versió antiga del motor 2.0 L (1998 cc) atmosfèric de 16 vàlvules amb bloc d'acer és el successor dels motors OHC i el predecessor dels Ecotec de 16 v. El bloc OHC amb una carrera i un diàmetre de 86 mm i una culata DOHC desenvolupada per Cosworth (els cilindres també són fabricats per aquesta i per Kolbenschmidt. La potència és de 150 cv @ 6000 rpm (pel C20XE) o 156 cv (20XE).
Aquest motor ha estat emprat en els següents vehicles:
- Opel Kadett GSi
- Opel Vectra 2000
- Opel Vectra GT 16V
- Opel Calibra 16V
- Opel Astra GSi
- Opel Astra Irmscher caravan
- Lada 110 (C20XE en algunes edicions limitades)

## X20XEV
El primer motor d'Opel venut sota la marca Ecotec, substitueix al C20XE amb una culata dissenyada per Lotus Cars. L'angle de la capçalera del cilindre és petit en comparació al C20XE, amb el que suposadament dona més torsió a baixes. El desplaçament, i el diàmetre i carrera són els mateixos. Equipa una vàlvula EGR per reduir les emissions d'òxid nitrós i AIR per accelerar l'escalfament dels catalitzadors i disminuir els hidrocarburs i monòxid de carboni. La potència ascendeix a 136 cv.
Aquest motor ha estat emprat en els següents vehicles:
- Opel Calibra 95-97
- Opel Vectra 94-02
- Opel Astra 94-03
- Opel Omega 94-99

## Ecotec
El nom Ecotec va ser adoptat l'any 2000 per a la nova generació de motors Family II. Es tracta d'un motor DOHC de 4 vàlvules per cilindres impulsats per cadena, amb bloc i culata d'alumini, dissenyats per motors amb un desplaçament de 1.8 a 2.4 litres. Han estat dissenyats per un equip internacional a partir de tècnics d'Opel de Rüsselheim, Alemanya, GM Powertrain a Pontiac, Michigan i Saab de Trolhättan, Suècia. Una part del treball d'aquest projecte va córrer a mans de Lotus. El motor usa pistons d'alumini i cast iron per les fundes. La vibració del motor és reduïda per dos balance shafts.
La gamma Ecotec és fabricada a les plantes de Tonawanda, Nova York, Spring Hill, Tennessee (per Saturn) i Kaiserslautern, Alemanya.

### Turbo
Opel/Vauxhall ofereix una versió turbocargada del motor 2.0L (1998 cc) Ecotec (el Z20LET) amb bloc de cast iron. El diàmetre i carrera és de 86 mm (3.38 in) i 9.5:1 de compressió. La potència és de 200 cv i 265 N·m de torsió.
Aquest motor ha estat emprat en els següents vehicles:
- Opel Astra
- Opel Zafira
- Opel Speedster

### LNF

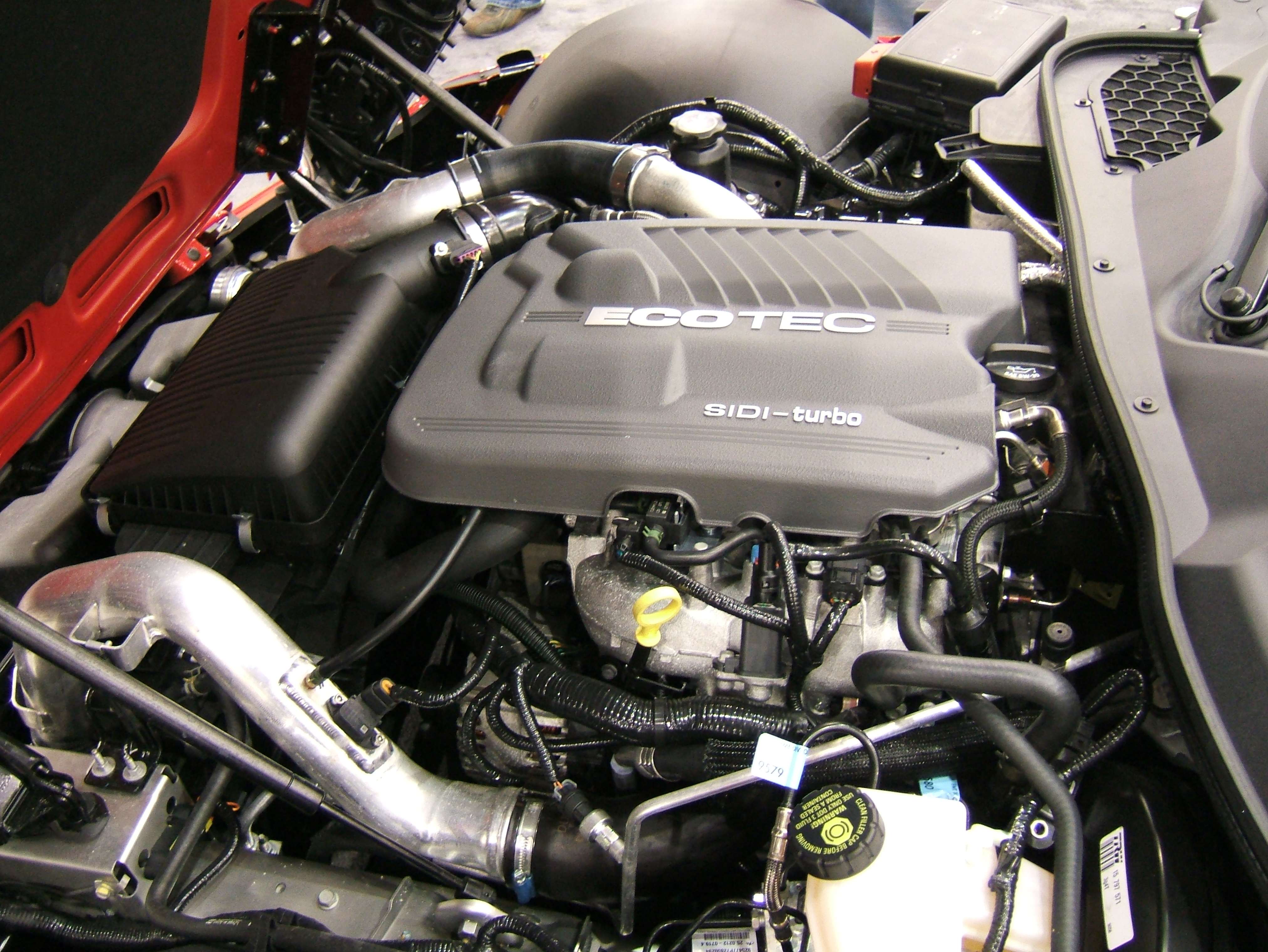
Motor Ecotec LNF en un Pontiac Solstice

Es tracta d'un motor turbo que usa un sistema d'injecció directa de gasolina (anomenat Spark Ignition Direct Injection). El desplaçament és 2.0L (1998 cc), diàmetre i carrera de 86 mm (3.38 in) i una relació de compressió de 9.2:1. Utilitza la tecnologia VVT, pistons de baixa fricció, turbocargador twin-scroll i vàlvules farcides de sodi. La potència és de 260 cv i 353 N·m.
Aquest motor ha estat emprat en els següents vehicles:
- 2007 Opel GT
- 2007 Solstice GXP
- 2007 Saturn Sky Red Line
- 2008 Chevy HHR SS
- 2008 Chevrolet Cobalt SS

### DI
Una versió d'injecció directa del motor 2.2L Ecotec és equipada en el Opel Vecta i Opel Signum.

### L61
La primera aparició del L61 fou l'any 2000 en el Saturn LS1, el motor L61 va aparèixer per substituir als Quad 4 a Nord-amèrica. El seu desplaçament és 2.2L (2189 cc) amb un diàmetre (bore) de 86 mm (3.38 in) i una carrera (stroke) de 94.6 mm (3.72 in). La compressió és de 9.5:1 o 10:1.
A diferència dels anteriors, el L61 es va dissenyar per ser suau. A part de l'esmentat anteriorment, el vehicle equipa diferents accessoris per reduir la vibració del bloc.
Algunes versions d'aquest 2.2L reben algunes variacions. En el Chevrolet Malibu s'utilitza un sistema d'electronic throttle control, un exhaust manifold unit i un catalitzador. El Saturn L-Series del 2003 el motor té una compressió de 10:1; ambdós tenen la tecnologia injecció electrònica return-less.
L'any 2007 el L61 rep novetats, com una nova caixa de cilindres, computadora de 32 bits, 58x sensor de posició del crankshaft i un sistema d'ignició coil on plug.
El motor és usat en les següents aplicacions:
| Anys         | Model                                                                           | Potència          | Torsió             |
| ------------ | ------------------------------------------------------------------------------- | ----------------- | ------------------ |
| 2002-2005    | Chevrolet Cavalier                                                              | 140 cv @ 5600 rpm | 200 N·m @ 4000 rpm |
| 2004         | Chevrolet Classic (Malibu)                                                      | 144 cv @ 5600 rpm | 210 N·m @ 4000 rpm |
| 2005-2006    | Chevrolet Cobalt                                                                | 145 cv @ 5600 rpm | 210 N·m @ 4000 rpm |
| 2007-present | Chevrolet Cobalt                                                                | 148 cv @ 5600 rpm | 206 N·m @ 4200 rpm |
| 2006         | Chevrolet HHR                                                                   | 143 cv @ 5600 rpm | 200 N·m @ 4000 rpm |
| 2007-present | Chevrolet HHR                                                                   | 149 cv @ 5600 rpm | 206 N·m @ 4000 rpm |
| 2002-2004    | Oldsmobile Alero                                                                | 140 cv @ 5600 rpm | 200 N·m @ 4000 rpm |
| 2002-2005    | Pontiac Grand Am                                                                | 140 cv @ 5600 rpm | 200 N·m @ 4000 rpm |
| 2002-2005    | Pontiac Sunfire                                                                 | 140 cv @ 5600 rpm | 200 N·m @ 4000 rpm |
| 2005-present | Pontiac G5/Pursuit                                                              | 145 cv @ 5600 rpm | 210 N·m @ 4000 rpm |
| 2003-2005    | Saturn L-Series Arxivat 2008-04-06 a Wayback Machine.                           | 137 cv            | 199 N·m            |
| 2003-2007    | Saturn ION                                                                      | 140 cv @ 5600 rpm | 197 N·m @ 4000 rpm |
| 2001-2005    | Vauxhall VX220/Opel Speedster                                                   | 147 cv @ 5800 rpm | 200 N·m @ 4000 rpm |
| 2000-2004    | Opel/Vauxhall/Holden Astra                                                      | 147 cv            | 203 N·m @ 4000 rpm |
| 2000-2004    | Opel/Vauxhall/Holden Vectra                                                     | 147 cv @ 5800 rpm | 203 N·m @ 4000 rpm |
| 2000-2004    | Opel/Vauxhall/Holden Zafira/Subaru Traviq Arxivat 2005-02-04 a Wayback Machine. | 147 cv @ 5800 rpm | 203 N·m @ 4000 rpm |

El motor 2.2L també es pot trobar en els següents vehicles (per acord GM-Fiat):
- Fiat Croma
- Alfa Romeo 159

### L42
Es tracta d'una versió del #L61 que utilitza CNG. La potència és de 129 cv i la torsió de 175 N·m.

### LSJ

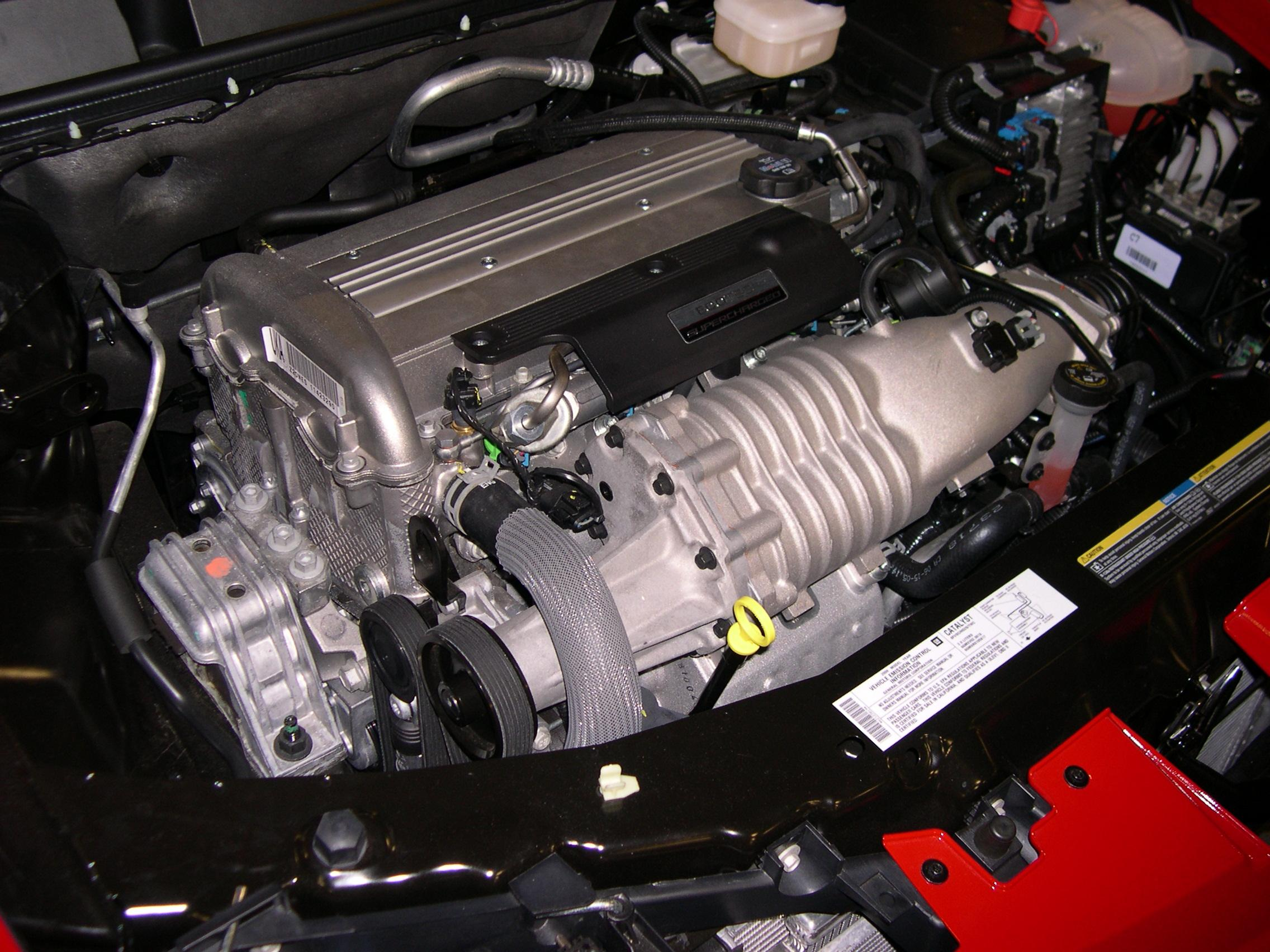
Motor Ecotec LSJ en un Saturn ION Red Line

És una versió del #L61 amb una carrera (stroke) més curta (86 mm) equipada amb un supercargador tipus Roots Eaton M62 i un intercooler tipus air-to-liquid. La potència és de 205 cv i la torsió és de 270 N·m, amb una compressió de 9.5:1 i un règim màxim de gir de 6500 rpm.
Aquest motor va estar en la llista Ward's 10 Best Engines del 2006.
Vehicles que equipaven aquest motor són:
| Anys      | Model                                  | Potència | Torsió  |
| --------- | -------------------------------------- | -------- | ------- |
| 2004-2007 | Saturn ION Red Line                    | 205 cv   | 270 N·m |
| 2005-2007 | Chevrolet Cobalt SS Supercharged Coupe | 205 cv   | 270 N·m |

### LE5

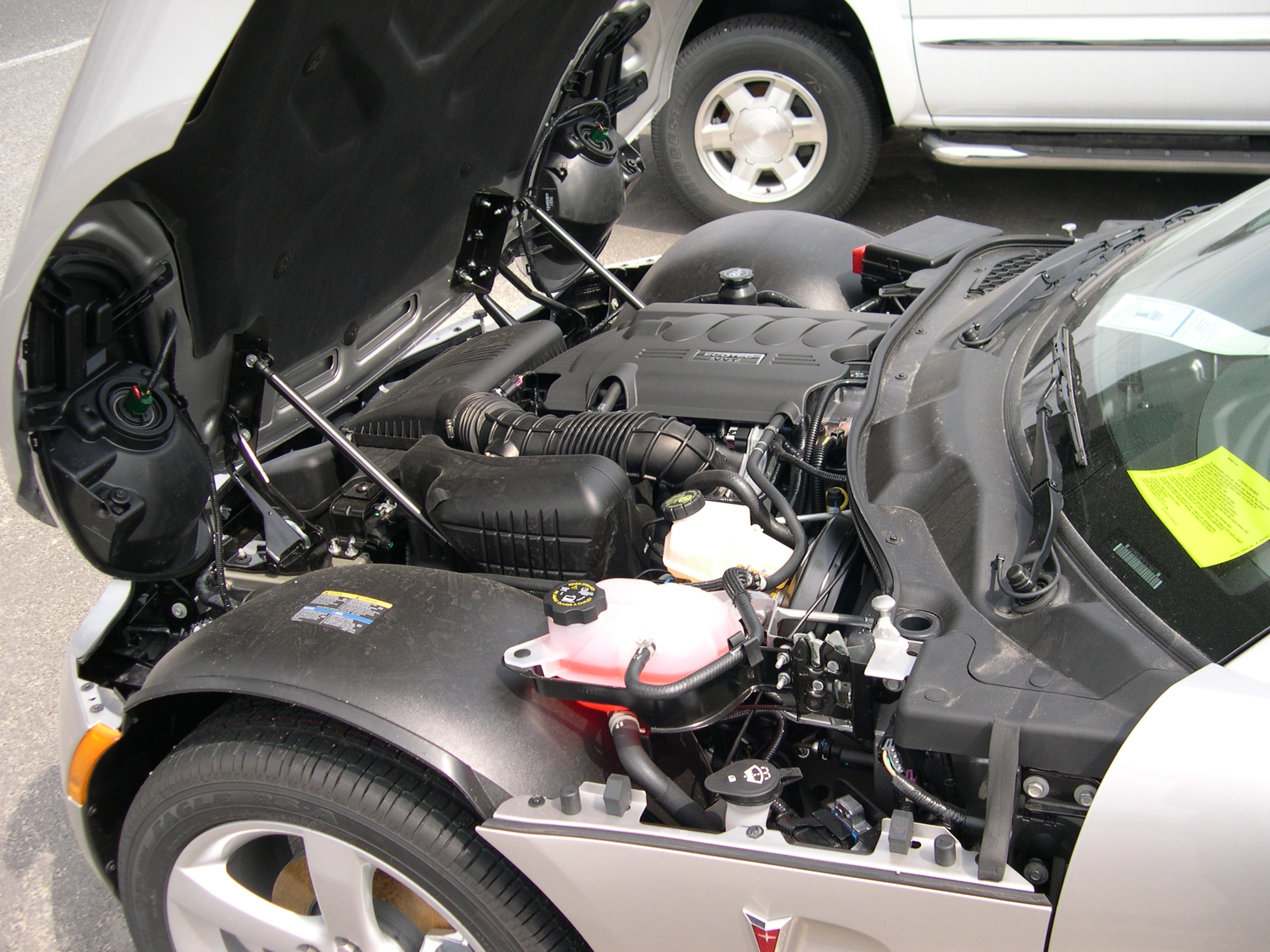
Motor Ecotec LE5 en un 2006 Pontiac Solstice

El LE5 té un desplaçament de 2.4 L (2384 cc). El diàmetre és de 88 mm (3.5 in) i la carrera és de 98 mm (3.9 in). Utilitza la tecnologia VVT per millorar la torsió a baixes revolucions. La compressió és de 10.4:1 i la potència oscil·la entre 164-177 cv (215-230 N·m de torsió). Aquest motor usa un bloc reforçat "Gen II".
Vehicles que equipen aquest motor són:
| Anys         | Model                                                  | Potència                                                | Torsió             |
| ------------ | ------------------------------------------------------ | ------------------------------------------------------- | ------------------ |
| 2006-present | Chevrolet Cobalt                                       | 173 cv @ 6200 rpm                                       | 221 N·m @ 4800 rpm |
| 2006-present | Chevrolet HHR                                          | 172 cv @ 5800 rpm                                       | 224 N·m @ 4500 rpm |
| 2006-present | Pontiac G5/Pursuit                                     | 171 cv @ 6300 rpm                                       | 226 N·m @ 4500 rpm |
| 2006-present | Pontiac G6                                             | 169 cv @ 5800 rpm                                       | 220 N·m @ 4500 rpm |
| 2006-present | Pontiac Solstice                                       | 173 cv @ 5800 rpm                                       | 222 N·m @ 4500 rpm |
| 2006-present | Saturn Sky                                             | 173 cv @ 5800 rpm                                       | 225 N·m @ 4800 rpm |
| 2006-2007    | Saturn ION                                             | 175 cv @ 6200 rpm                                       | 222 N·m @ 4800 rpm |
| 2007-present | Saturn Aura Green Line Hybrid                          | 164 cv @ 6400 rpm                                       | 216 N·m @ 5000 rpm |
| 2007-present | Saturn VUE Green Line Hybrid                           | 170 cv @ 6300 rpm                                       | 220 N·m @ 4500 rpm |
| 2008-present | Saturn Aura                                            | 169 cv @ 6400 rpm Arxivat 2008-03-11 a Wayback Machine. | 217 N·m @ 4500 rpm |
| 2008-present | Chevrolet Malibu Arxivat 2008-01-15 a Wayback Machine. | 169 cv @ 6400 rpm                                       | 217 N·m @ 4500 rpm |
| 2008-present | Saturn VUE                                             | 169 cv @ 6200 rpm                                       | 218 N·m @ 5100 rpm |

El LE5 també és usat per altres vehicles fora de Nord-amèrica:
- 2006 GM Taiwan Buick LaCrosse
- 2006 Shanghai GM Buick LaCrosse

## Producció Holden
Holden fabrica diferents motors Family II per GM India i GM Daewoo a la planta de Melbourne, Austràlia. Les variants mecàniques van dels 1.6 a 2.4 L. A diferència dels Ecotec, el bloc és d'acer.

### L34
Es tracta del 2.0L (1998 cc) amb un diàmetre i carrera de 86 mm. La potència és de 119 cv @ 5400 rpm i la torsió és de 171 N·m.
Vehicles que equipen aquest motor són:
- Chevrolet Optra
- Chevrolet Evanda
- Suzuki Reno
- Suzuki Forenza

### Altres models
- 1.6 L - Daewoo Kalos, Daewoo Gentra, Chevrolet Aveo
- 1.8 L - Chevrolet Lacetti, Chevrolet Nubira, Chevrolet Rezzo
- C24SE, *2.4 L SOHC - Isuzu Rodeo
- 2.4 L DOHC - Chevrolet Captiva, Opel Antara

## GM do Brazil
GM do Brazil és especialista en motors SOHC, motors d'alcohol i FlexPower (motors capaços de funcionar indistintament amb gasolina i alcohol).
- C18YE - 1.8 L ethanol (* ja no es fabrica)
- C20SEL - 2.0 L DOHC (* ja no es fabrica)
- X20XE - 2.0 L FlexPower
- X24XE - 2.4 L FlexPower
- X24SE - 2.4 L DOHC 16V FlexPower

L'any 2004 un 2.0L MultiPower va estar disponible; aquest és capaç de funcionar amb gasolina, alcohol i NGV.
El 2.0L FlexPower és disponible en els Chevrolet Astra i Chevrolet Vectra; aquest últim el 2006 va rebre un 2.4L 16V FlexPowerChevrolet Arxivat 2008-04-21 a Wayback Machine..

## GM do Atoms
A finals del 2005 Brammo Motorsports va oferir un motor 2.0L amb supercargador pel seu Ariel Atom. El motor venia amb un rang de potència de 205 a 300 cv. Jay Leno va rebre un dels primers Atom als Estats Units.